# 東大福克斯 (明尼蘇達州)
東大福克斯（East Grand Forks, Minnesota）是美國明尼蘇達州波爾克縣的一座城市，位於該州西部北紅河和紅湖河匯流處東部，城市被後者劃為南北兩部分。2000年人口7,501人。與河對岸的大福克斯構成的都會區（Grand Forks, ND-MN Metropolitan Statistical Area，又稱Greater Grand Forks或The Grand Cities）2006年人口96,523人。